# Tropokolagen

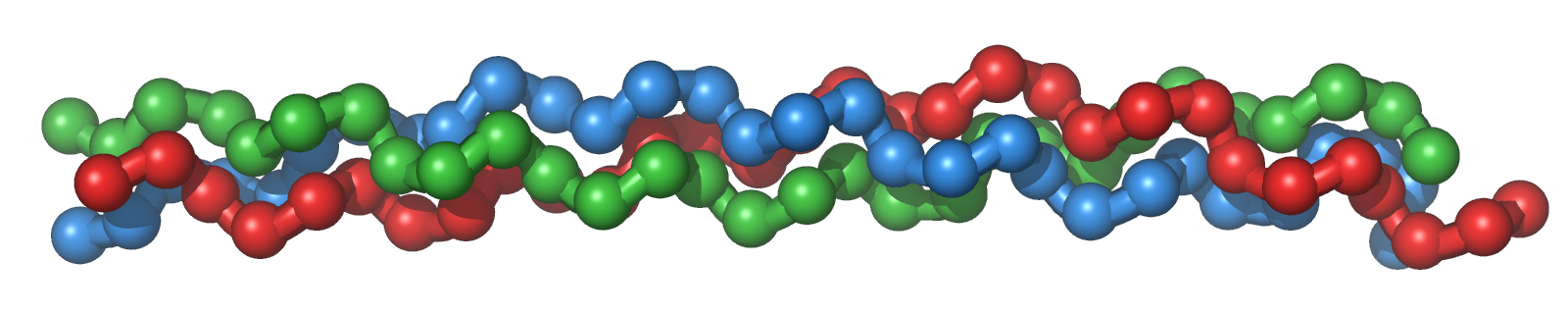
struktura jednostki tropokolagenu

Tropokolagen – złożony biopolimer, zbudowany z trzech cząsteczek kolagenu, tworzących potrójną helisę o ścisłej budowie. Stanowi strukturalną podstawę budowy włókien kolagenowych o większej grubości, wydzielany do przestrzeni międzykomórkowej polimeryzuje w grubsze włókna o różnej grubości. Długość splotu tropokolagenu wynosi 260 nm, grubość 1,5 nm o skoku 0,3 nm. Syntetyzowany jest przede wszystkim przez fibroblasty w tkance łącznej.